# Raquetebol nos Jogos Pan-Americanos de 1995
As competições de raquetebol nos Jogos Pan-Americanos de 1995 foram realizadas em Mar del Plata, Argentina. Esta foi a primeira edição do esporte nos Jogos Pan-Americanos. Foram realizados três eventos masculinos e três femininos.

## Masculino

### Individual
| POSIÇÃO | NAÇÃO                   |
| ------- | ----------------------- |
|         | John Ellis (USA)        |
|         | Michael Bronfeld (USA)  |
|         | Sherman Greenfeld (CAN) |

### Duplas
| POSIÇÃO | NAÇÃO                                        |
| ------- | -------------------------------------------- |
|         | USA Estados Unidos Sudsy Monchik Tim Sweeney |
|         | CAN Canadá Chris Brumwell Jacques Demers     |
|         | VEN Venezuela Fabian Balmori Jorge Hirsekorn |

### Equipes
| POSIÇÃO | NAÇÃO              |
| ------- | ------------------ |
|         | USA Estados Unidos |
|         | CAN Canadá         |
|         | VEN Venezuela      |

## Feminino

### Individual
| POSIÇÃO | NOME                   |
| ------- | ---------------------- |
|         | Michelle Gould (USA)   |
|         | Cheryl Gudinas (USA)   |
|         | Carol McFetridge (CAN) |

### Duplas
| POSIÇÃO | NAÇÃO                                           |
| ------- | ----------------------------------------------- |
|         | USA Estados Unidos Joy MacKenzie Jackie Paraiso |
|         | CAN Canadá Vicky Brown-Shanks Deborah Ward      |
|         | MEX México Guadalupe Torres Rosy Torres         |

### Equipes
| POSIÇÃO | NAÇÃO              |
| ------- | ------------------ |
|         | USA Estados Unidos |
|         | CAN Canadá         |
|         | MEX México         |

## Quadro de medalhas
| Posição | Nação              |   |   |   | Total |
| ------- | ------------------ | - | - | - | ----- |
| 1       | USA Estados Unidos | 6 | 0 | 0 | 6     |
| 2       | CAN Canadá         | 0 | 4 | 2 | 6     |
| 3       | MEX México         | 0 | 0 | 2 | 2     |
| 3       | VEN Venezuela      | 0 | 0 | 2 | 2     |
| Total   | Total              | 6 | 6 | 6 | 18    |